# 아스파시아

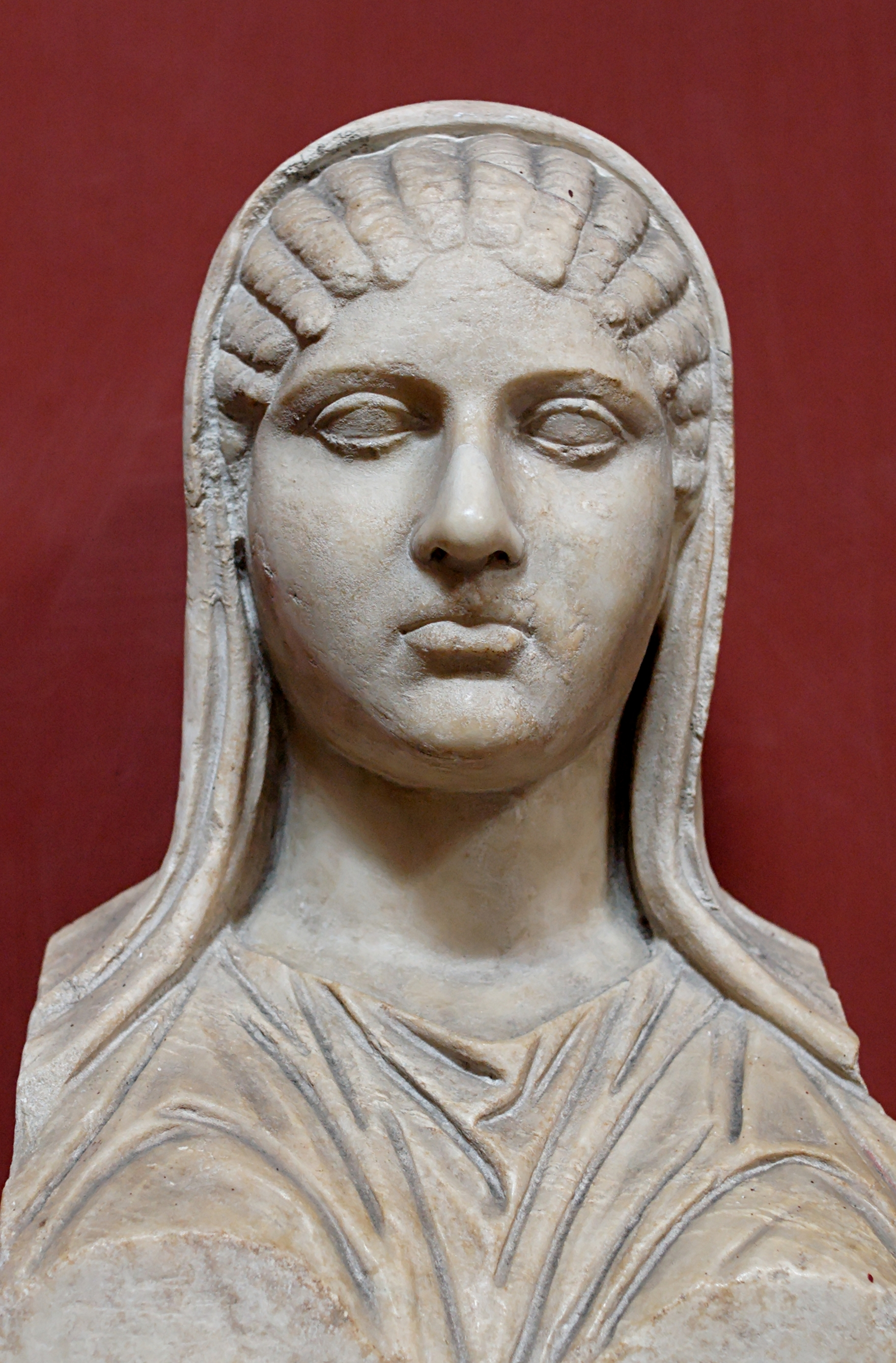
바탕에 아스파시아의 이름이 새겨진 대리석 흉상. 바티칸 박물관 소장, 1777년 발굴. 기원전 5세기에 로마에서 제작된 동상의 복제. 아스파시아 매장에 쓰인 비석으로 되어 있다.

아스파시아 (/æˈspeɪʒiə, æˈspeɪziə, æˈspeɪʒə, æˈspeɪʃə/; 그리스어: Ἀσπασία; 약 기원전 470년 – 약 기원전 400년)는 아테네에서 영향력을 갖고 있던 이오니아인 여성으로, 고대 그리스 정치가 페리클레스의 애첩이다. 두 사람 사이에는 어린 페리클레스라는 아들이 있었는데, 두 사람이 정식으로 혼인 관계를 맺고 있었는지는 불분명하다. 플루타르코스에 의하면, 아스파시아의 집은 아테네의 지식의 집결지가 되어, 철학자 소크라테스를 비롯한 다수의 저명한 작가·사상가가 찾아, 소크라테스도 아스파시아의 가르침에 영향을 받은 것으로 생각된다. 철학자 플라톤과 아리스토파네스, 크세노폰 등 동시대 작가들의 저서에도 아스파시아에 관한 진술이 보인다. 성인이 되고는 거의 그리스에서 보냈지만, 아스파시아의 일생에 관해 상세까지 완전히 알고 있는 부분은 거의 없다. 학자 중에는 아스파시아는 유곽을 경영하고 자신도 창녀를 하고 있었다는 견해를 나타내는 사람도 있다. 역사학적 관점에서 볼 때 아스파시아의 존재는 고대 그리스의 여성을 고찰하는 데 중요한 역할을 담당하고 있다. 왜냐하면 당시의 여성에 대한 것은 거의 알려져 있지 않고, "아스파시아를 알면 인류를 절반 안 것과 다름 없다"라고 하는 학자도 있을 정도이다.

## 출생과 어릴 적
이오니아 지방의 밀레투스 (현 터키 아이딘 주)에서 태어났다. 이 시대에 아스파시아 정도의 높은 교양을 몸에 붙일 수 있는 건 부유한 집안에 한정되어 있었다. 따라서 그녀가 부잣집에서 태어난 건 분명하지만, 아버지의 이름이 악시오코스인 것을 제외하고 가족에 관해서는 거의 알려져 있지 않다. 아스파시아가 전쟁 포로에서 노예가 된 카리아인이라 소개하는 고대의 자료도 있지만, 현재 그것은 틀렸다는 견해가 강하다.
아스파시아가 아테네에 이주한 경위는 불명이지만, 4세기에 제작 된 묘비에서 악시오코스와 아스파시우스에 대한 설명이 있는 비문이 발견되면, 역사가 피터 K. 빅넬이 아스파시아 가족 배경 및 아테네와 관계의 해명에 나섰다. 그의 논제를 추적하면 아스파시아와 스칸보니다에 가의 알키비아데스 2세 (유명한 알키비아데스의 할아버지에 해당) 사이에 어떤 접점이 있었다는 가능성이 떠오른다. 왜냐하면 알키비아데스 2세는 기원전 460년에 도편 추방에 의해 아테네에서 쫓겨나 밀레투스로 망명해 있던 가능성이 있기 때문이다. 할아버지 알키비아데스가 망명해 밀레투스에 가서 악시오코스 가의 딸과 결혼한 것이 아닐까 빅넬은 추측하고 있다. 아무래도 알키비아데스는 아내와 여동생인 아스파시아를 데리고 아테네로 돌아온 것 같아서, 빅넬은 부부 사이에 생긴 첫 아이의 이름이 악시오코스 (유명한 알키비아데스의 삼촌에 해당)이며, 둘째 자녀가 아스파시오스라는 설을 제창하고있다. 페리클레스는 알키비아데스 가족과 친밀한 관계에 있어, 알키비아데스 일가를 통해 아스파시아와 만난 것은 아닐까 하는 주장도 빅넬은 하고 있다.

## 아테나에서의 삶

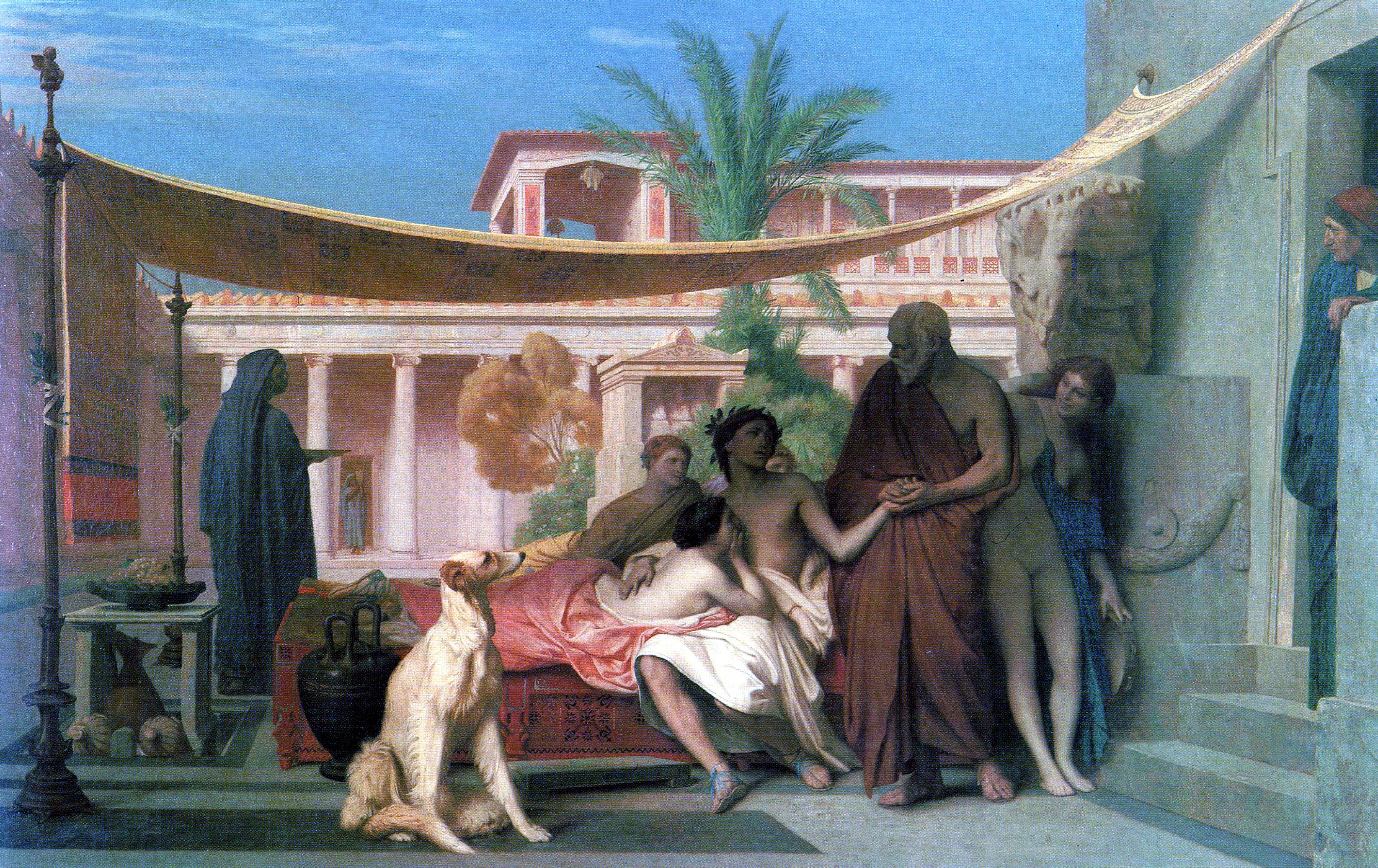
장레옹 제롬 (1824-1904): 아스파시아 집에 알키비아데스를 찾으러 온 소크라테스, 1861년

고대 작가와 현대의 학자들 사이에서 논쟁이 끊이지 않는 부분이지만, 아테네에서 아스파시아는 헤타이라가 되어 창녀 가게를 경영하고 있었을 가능성이 있다. 헤타이라 여성은 고급 창녀로 일하는 이외에 전문 고급 연예인으로 활약했다. 헤타이라는 뛰어난 미모를 제공뿐만 아니라, 교양이 있고 (아스파시아 같은 높은 수준의 교양을 가진 여성도 많이 있었다), 자립한 생활을 보내고 세금을 납부했다는 점에서 일반적인 아테네 여성과는 구별을 분명히 했다. 헤타이라는 아마 자유로운 여성이라는 것에 가장 가까운 존재였던 것이다. 그 아테네 사회에서 가장 화려한 존재감을 발하고 있던 헤타이라가 아스파시아이며, 헤타이라의 전형적인 예에 해당하는 것이다. 플루타르코스에 의하면, 아스파시아는 이오니아에서 유명했던 또 다른 헤타이라 타르겔리아와 비교되었다고 한다.
아테네에서는 법적 제한으로 인해 결혼하면 가정에 전념하는 것이 여성이 전통적으로 걸어온 숙명이었다. 그러나 아테네인이 아닌 것과 아마 헤타이라라는 직업 덕분이기도 하지만, 아스파시아는 그 제약을 받지 않았기에 아테네의 시민 사회에도 참여할 수 있었다. 기원전 440년대 전반에는 정치인 페리클레스와 애인 관계가, 페리클레스가 전처와 이혼 후 (기원전 445년)는 페리클레스와 동거를 시작했다. 그러나 그녀가 정식으로 페리클레스의 아내가 되었나 여부에 대해서는 아직 논의가 나뉘어 있다. 두 사람 사이에 태어난 아들 어린 페리클레스가 기원전 440년에 태어난 것은 틀림 없지만, 만약 아스파시아가 기원전 428년에 페리클레스의 아이를 출산한 것이라면, 아스파시아는 상당히 젊은 나이에 어린 페리클레스를 낳은 것이다.
이오니아 사회에서 아스파시아는 그 미모로 주목 받고 있었을뿐 아니라, 오히려 입담과 조언 재능으로 주목을 받고 있었다. 플루타르코스의 설명에 따르면, 아스파시아는 방종한 생활을 보내고 있었음에도 불구하고 아테네의 남자들은 아내를 데리고 아스파시아의 이야기를 들으러 갔다고 한다.

## 사적·법적 공격
페리클레스, 아스파시아와 그 동료들은 영향력을 가지고 있던 반면 비난에서 벗어날 수 없었다. 왜냐하면 아테네의 민주정 아래서 뛰어난 재능을 가진 자라도 절대적인 지배는 할 수 없기 때문이다. 아스파시아가 페리클레스와 관계를 갖고, 정치적으로도 상당한 영향력을 갖고 있었던 것에는 다양한 반응이 있었다. 아스파시아는 사모스 전쟁 직후 몇 년 간은 특히 지지가 낮았다고 예일 대학의 역사학자 도널드 케이건은 생각하고 있다. 기원전 440년에 사모스 섬에서 브리에네 (미칼레의 산기슭에 위치한 이오니아의 고대 도시)를 둘러싼 전투가 발발했다. 전국이 악화하자 밀레투스의 사람들은 사모스에 소송을 제기하기 위해 아테네로 왔다. 아테네인들이 양측에 휴전을 요구, 아테네에서 중재를 하도록 제기를 했지만 사모스 측은 그것을 거부했다. 그것을 받아 페리클레스는 사모스에 군대를 파견하는 법령을 통과시켰다. 그러나 그것을 실행하는 것은 곤란해서 사모스가 패배할 때까지 아테네인들은 많은 희생을 강요 당했다. 플루타르코스에 따르면, 아스파시아가 밀레투스 출신이기에 사모스 전쟁에 책임을 느끼고 그 모습을 본 페리클레스가 아스파시아를 기쁘게 하려고 사모스와 싸울 결심하고 사모를 공격한 것이라고 사람들은 생각한 듯하다.
펠로폰네소스 전쟁 (기원전 431년 ~ 기원전 404년) 발발 전에 페리클레스, 그와 가장 친한 동료들, 그리고 아스파시아는 일련의 인신 공격이나 법적 비난을 받게 된다. 특히 아스파시아는 페리클레스의 성적 도착을 만족시키기 위해 아테네의 여성을 타락으로 인도하고 있다고 비난했다. 플루타르코스에 의하면, 아스파시아는 괘씸죄로 희극 시인 헤르미포스에게 기소된 재판을 받았다고 한다. 아마도 이러한 비난은 모든 이유 없는 비방에 불과했지만 아테네 지도자 페리클레스에겐 이 사건 자체가 타격이 되었다. 페리클레스가 드물게 감정을 드러내 호소한 덕분에 아스파시아는 무죄가 되었지만 페리클레스의 친구 중 하나인 페이디아스는 옥중 사망했다. 또 다른 친구인 아낙사고라스는 신앙을 이유로 민회 (아테네인들의 모임)에서 비난을 받았다. 아스파시아의 재판과 석방은 나중에 날조된 사건이며 "이 사건 속에서 정말 아스파시아가 들은 비방, 아스파시아에 걸린 혐의, 추잡한 농담이 가상의 재판 형태로 변화하고 전해졌다"라는 견해를 케이건은 보이고 있다. 브리티시컬럼비아 대학교 고전학과 교수 앤서니 J. 포드레키의 주장에 따르면 플루타르코스 또는 그에게 정보를 전한 사람이 어떤 희극의 한 장면을 실화로 착각했을 가능성이 높다. 예의 이야기가 사실이라고 생각한 시점에서, 페리클레스의 도움 여부에 관계없이 아스파시아에게 상해를 초래할 수 없었다고 케이건은 주장하고 있다.
"아카르나이의 사람들"이라는 작품에서 아리스토파네스는 펠로폰네소스 전쟁의 원인은 아스파시아에 있다고 말한다. 아리스토파네스의 말에 따르면 페리클레스가 반포한 메가라 포령이란 것이 메가라 상인은 아테네와 동맹 도시는 무역하지 말라는 내용이었다지만, 이 포령은 아스파시아가 경영하는 유곽에서 일하던 창녀들이 메가라에 납치된 데에 대한 보복으로 내놓은 포령이라고 한다. 아리스토파네스가 스파르타 간의 전쟁이 일어난 것에 책임감을 느끼고 있는 인물로 아스파시아를 그린 것은 그 전에 밀레토스와 사모스 사이에서 일어난 사건의 기억을 반영했기 때문인지도 모른다. 또한 플루타르코스는 에우포리스나 크라티노스 등 다른 희극 시인의 아스파시아를 비웃는 듯한 논평을 보고하고 있다. 포드레키에 따르면 사모스 섬의 두리스는 아스파시아가 사모스 전쟁도 펠로폰네소스 전쟁도 선동했다는 생각을 보인 듯하다.
아스파시아는 "현대판 옴팔레","데이아네이라", "헤라", "헬레네" 등 다양한 낙인이 찍혔다. 페리클레스와 관계가 있었다는 것에 관해서는 더욱 비난을 받았다고 아테나이오스가 보고하고 있다. 페리클레스 자신의 아들 크산티포스 마저도 정치적 야망을 품고 있던 탓인지 아버지의 가정 사정에 접해 망설임 없이 아버지를 비난했다.

## 늘그막과 죽음

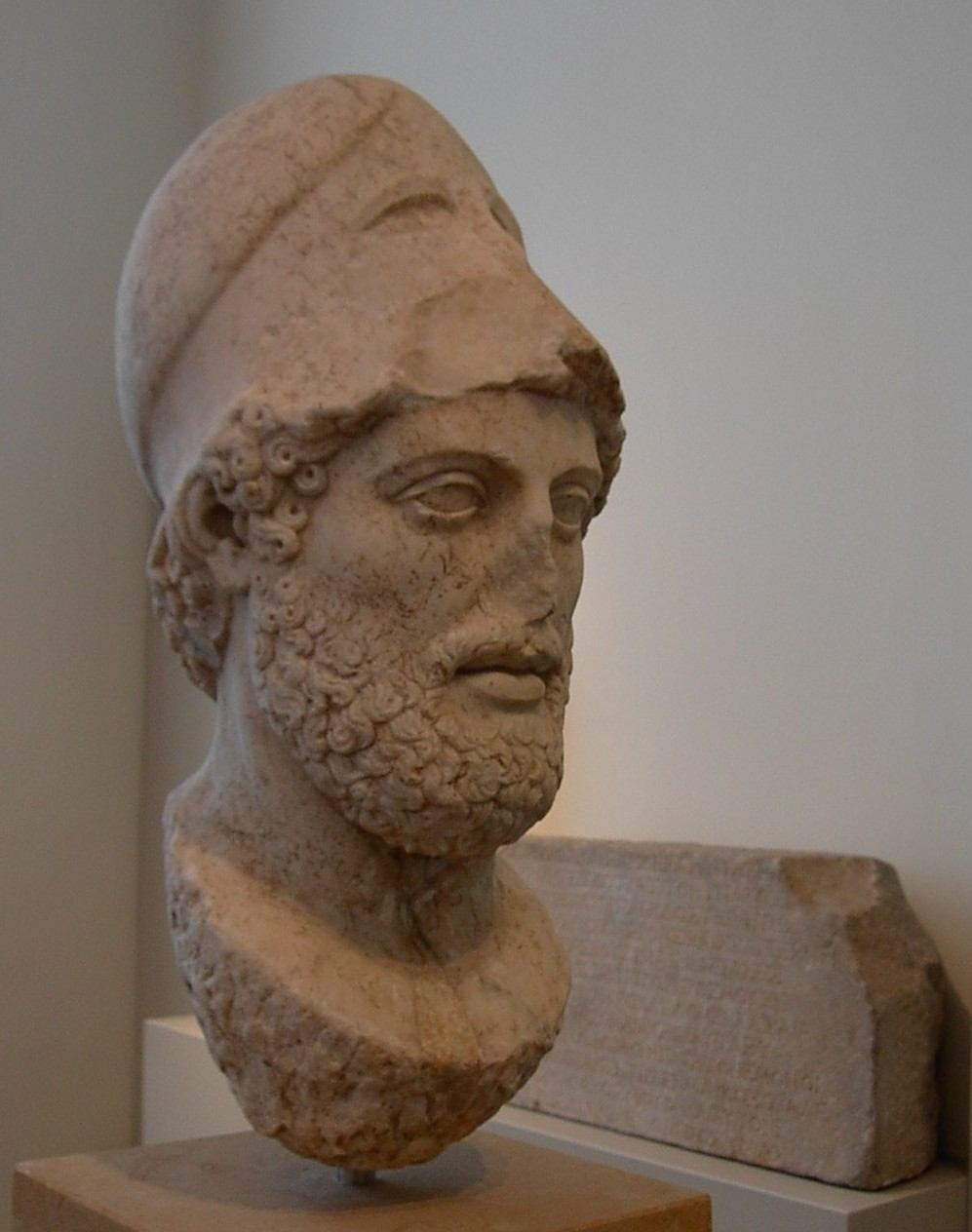
페리클레스 흉상, 베를린 구 박물관 소장

기원전 429년, 아테네의 페스트라는 전염병이 유행, 페리클레스는 자매 그리고 전처 사이에도 낳았던 적출자 파라로스과 크산티포스 모두 죽게 된다. 따라서 페리클레스는 약세가 됨에 따라 눈물을 흘리게 되고, 아스파시아가 옆에서 그를 지지했지만 그 상처가 아물 수는 없었다. 페리클레스가 죽기 직전 아테네 시민은 페리클레스와 아스파시아의 사이에서 태어난 반아테네인 어린 페리클레스를 아테네 시민으로 정식 유산 상속할 수 있도록 기원전 451년 제정한 시민권 법을 변경하는 것을 허가했다. 이 결정은 부모 모두 아테네인이어야 아테네 시민으로 인정한다는 시민권 법을 발의한 게 페리클레스 본인임을 감안하면 더욱 놀라운 것이다. 페리클레스 본인도 기원전 429년 가을에 전염병에 걸려 병사했다.
플루타르코스는 자신의 저서에서 아이스키네스 소크라티쿠스가 저술한 아스파시아와의 대화편 (현재는 소실)을 인용, 페리클레스 사후 아스파시아는 아테네의 장군 민주주의 지도자 리시쿠레스와 함께 생활하며 새로운 아이를 낳고 리시쿠레스를 정치 전문가로 만들었다는 취지의 일을 쓰고 있다. 기원전 428년에 리시쿠레스가 전사함에 따라 당시 사람들의 기록도 끊겼기에, 아들 어린 페리클레스가 장군에 선정된 때나 아루기누사이 해전 후 어린 페리클레스가 처형 당할 때 아스파시아가 생존했는지 여부 등 후속 아스파시아의 모습은 알 수 없다. 많은 역사 학자들은 추정하길 아스파시아의 몰년은 기원전 401년 - 기원전 400년인데, 이는 아이스키네스의 "아스파시아"라는 이야기 구조에서 그녀의 연보를 생각한 결과, 소크라테스가 기원전 399년에 처형되기 전에는 아스파시아는 죽은 것으로 생각되는 것이 토대가되고 있다.

## 철학서 상의 기술

### 고대 철학서

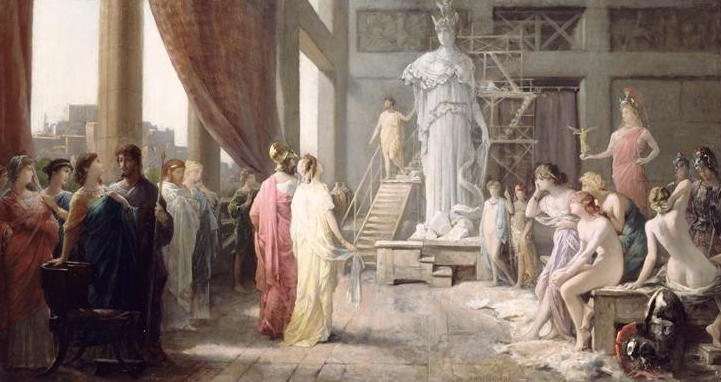
페이디아스의 아틀리에에서 페리클레스와 아스파시아가 아테나 여신상의 모습을 칭찬하는 모습, 엑터 르루 (1682-1740) 작

아스파시아의 진술은 플라톤과 크세노폰, 아이스키네스 소크라티쿠스, 안티스테네스 등이 쓴 철학서에 보인다. 플라톤은 아스파시아의 지성과 재치에 감격, "향연"의 등장인물 디오티마의 모델로 했다는 설도 학계에 존재하지만, 디오티마는 실제로 역사상 실존했던 인물의 이름이라는 설도 있다. 펜실베니아 대학 철학과 교수 찰스 칸에 의하면, 많은 점에서 디오티마는 플라톤이 아이스키네스의 "아스파시아"를 투영시킨 인물이다.
"메넥세노스"에서 플라톤은 아스파시아가 페리클레스와 관계를 가지고 있다는 것을 풍자, 아스파시아가 많은 연설자를 키운 일을 익살스럽게 주장할 때 소크라테스가 생전 남긴 말을 인용하고 있다. 소크라테스는 페리클레스의 입담의 명성에 의문을 호소, 그때 아스파시아가 아테네의 페리클레스를 키웠기에 페리클레스는 안티폰이 키운 누구보다 수사학에 출중한 것이라고 풍자스럽게 전하는 것을 목적으로 쓰여 있고, 펠로폰네소스 전쟁의 추모 연설도 아스파시아가 원고를 쓴 덕분이라고 말하며, 당시 그 연설의 영향으로 페리클레스가 숭배 받은 것도 비난하고 있다. 칸은 또한, 플라톤은 페리클레스와 소크라테스에 수사학을 가르친 스승으로서의 아스파시아의 모티브를 아이스키네스에서 따 왔다고 언급하고 있다. 플라톤의 "아스파시아"와 아리스토파네스의 "여성의 평화" 어느 것도 작중 인물에서 아테네 여성들의 실제 지위를 읽을 수 없지만, 당시의 여성이 연설하는 건 허용되지 않는다는 관습에 공개적으로 반하는 예외적인 작품이며, 트루먼 주립 대학 역사과 교수 마사 L. 로즈도 설명하고 있는 대로 "개가 소송하고 새가 정치하는 게 희극 밖에 없는 것처럼, 여성이 열변을 휘두르다니 희극이 아닐 리가 없다"이다.
크세노폰은 "소크라테스 회상 (메모라비리아)" "가사론 (오이코노미쿠스)"이라는 두 저서에서 아스파시아에 대해 언급하고 있다. 모두 아스파시아에 조언을 구함이 좋다고 소크라테스가 크리토브로스에게 권하는 장면이 있다. "소크라테스 회상"에서는 중개인은 소개하는 남자의 장점을 성실하게 전달한다고 씀에 있어서 아스파시아를 인용하고 있다. "가사론"은 소크라테스가 부부 간의 가계 수지를 맞춤에 보다 자세하다며, 아스파시아의 말에 따르는 장면이 있다.
아이스키네스 소크라티쿠스와 안티스테네스는 각각 아스파시아의 이름에서 소크라테스 대화편의 제목을 취한다 (단 현재는 모두 조각이 남아 있을 뿐이다). 아이스키네스 소크라티쿠스의 "아스파시아"에 관한 중요한 사료로 남아있는 저작의 저자는 아테나이오스, 플루타르코스, 그리고 키케로이다. 이 대화편에서는 카리아스에 아스파시아에게 그의 아들 히포니쿠스를 지도 시켜 달라고 소크라테스가 추천, 카리아스가 여성에게 지도를 맡김에 주저하면 아스파시아는 페리클레스의 활약에 기여하고 페리클레스 사후는 리시쿠레스에 좋은 영향을 준 여자라고 전하는 장면이 있다. 대화편의 일부는 키케로가 라틴어로 보관하고 있었는데, 그 보관된 부분에서 아스파시아는 "여자 소크라테스"로 등장, 크세노폰의 첫 번째 아내 그리고 크세노폰 (여기에서 다루는 크세노폰은 역사상 유명한 같은 크세노폰과는 다른 사람)이 자기 인식을 통해 덕을 얻기 위해서는 어쩌면 좋을까 고민하던 중 상담에 응했다는 기술이 있다. 아이스키네스는 아스파시아를 멋진 교육자·지도자라고 소개하고 헤타이라로서의 그녀의 높은 지위는 그 덕이 높은 까닭이라고 설명하고 있다. 아이스키네스의 "아스파시아"에 있는 어떤 이야기도 단순한 조작이 아니라 갑자기 믿기 어려운 이야기라고 칸은 말하고 있다.
안티스테네스의 "아스파시아" 조각은 3개 밖에 남아 있지 않다. 이 대화편에 아주 괘씸한 내용도 포함되어 있지만, 페리클레스의 일생에 관련된 일화도 수록되어 있다. 안티스테네스는 아스파시아뿐만 아니라 페리클레스 가족 모두를 (아들들도 포함하여) 비난한 것으로 보인다. 철학자 안티스테네스는 위대한 정치가 페리클레스가 고덕 생활이 아니라 쾌락에 탐닉 생활을 선택했다고 생각하고 비판하고 있다. 따라서 아스파시아는 성적 쾌락에 빠진 생활의 화신으로 표현되어 있다.

### 현대 문학

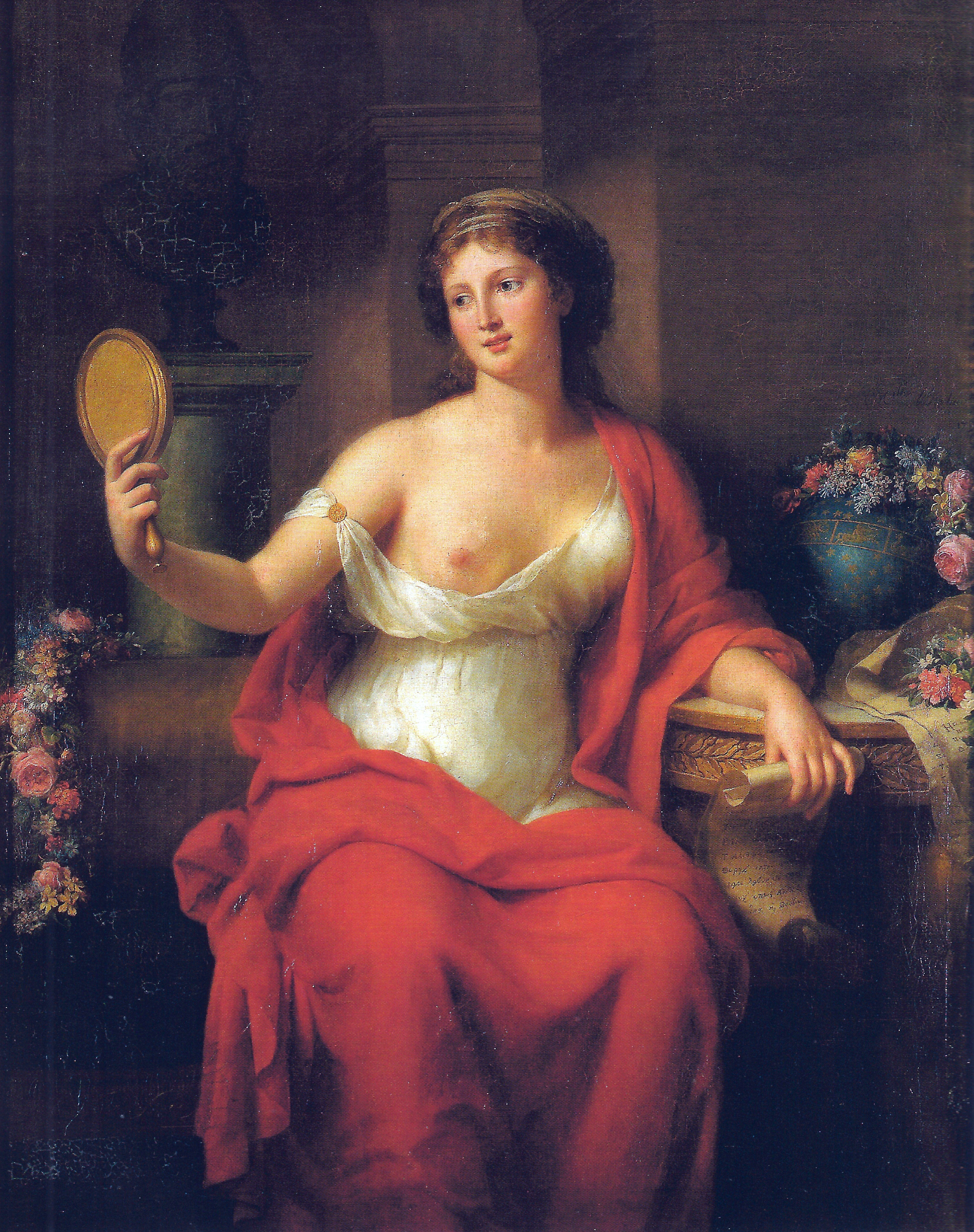
마리 불리아가 스스로를 아스파시아와 닮게 그린 자화상, 1794년

현대 문학에서 중요한 위치를 차지하는 작품 속에도 아스파시아는 등장하고 있다. 20세기에 활약한 유명한 소설가와 시인 중에도 아스파시아가 페리클레스와 연애 관계에 있었음을 바탕으로 작품을 만든 사람은 많다. 특히 19세기의 낭만주의자와 20세기의 역사 소설가는 페리클레스와 아스파시아 이야기에서 무궁무진한 영감을 받고 있다. 예를 들어 노예제 폐지를 주장했던 미국의 소설가·저널리스트 리디아 마리아 차일드는 1835년 페리클레스와 아스파시아가 보낸 날들을 그린 고대 로망 소설 Philothea를 발표했다. 이 소설은 등장하는 여성 (특히 아스파시아)을 매우 아름답고 섬세하게 그렸기에 마리아의 작품 중 가장 성공하고, 가장 완성도 높은 작품이 되고 있다.
1836년에는 영국 작가·시인 월터 새비지 랜더가 그의 책 중 가장 유명한 작품 중 하나인 Pericles and Aspasia을 발표했다. 이 작품은 고대 아테네인의 모습을 상상한 편지를 통해 그렸으며, 그 편지에는 대량의 시도 적혀있다. 작품에 등장하는 편지는 실제 사실에 충실하지 않은 부분도 종종 볼 수 있지만, 페리클레스 시대의 시대 정신을 잡으려는 자세가 보인다. 로버트 하마링도 아스파시아의 매력에 자극을 받은 소설가·시인 중 하나이다. 그는 1876년에 Aspasia을 발표했지만, 이는 페리클레스 시대의 작법과 윤리관을 그린 소설로, 문화적·역사적 관심에 따른 작품이다. 낭만주의 운동에 영향을 받은 이탈리아 시인 자코모 레오파르디는 "아스파시아 시리즈 (the circle of Aspasia)"로 유명한 5편의 시를 발표했다. 이 구절은 레오파르디 자신이 패니 타루죠니 토체티라는 여성에 이뤄질 리 없는 짝사랑을 하고 있던 경험에서 태어난 시이다. 레오파르디는 이 여성을 페리클레스의 짝을 따서 아스파시아라고 불렀다.
1918년 소설가 겸 각본가 조지 크럼 쿡은 자신의 첫 장편극 "아테네의 여성들"을 제작했다. 이 작품은 아스파시아가 평화 운동의 일환으로 파업을 주도하는 모습이 그려져 있다. 쿡은 반전을 테마로 한 작품을 그리스를 무대로 그린 것이다. 미국의 작가 가틀드 애서튼은 The Immortal Marriage (1927년)라는 작품에서 페리클레스와 아스파시아의 이야기를 다루고, 사모스 전쟁과 펠로폰네소스 전쟁, 아테네의 페스트가 유행했던 시기에 대한 묘사도 실시했다. 아스파시아과 페리클레스의 역사적 관계를 그린 작품은 외에 테일러 코드웰의 Glory and the Lightning (1974년) 등이 있다. 2011년에는 이탈리아 작가 다니엘라 마츠온이 전기 에세이 Aspasia maestra e amante di Pericle을 발표하고, 2012년에는 고전체 극 Desiderata Aspasia. Rapsodia mediterannea를 제작했다.

## 명성과 평가
아스파시아의 명성은 페리클레스가 손에 넣은 영예나 명성과 밀접한 관계가 있다. 플루타르코스는 아스파시아를 정치적으로도 학문적으로도 중요한 역할을 담당한 인물로 인정하고 "그리스 제일의 남자가 좋아할만한, 그리고 철학자들이 화제로 하고 장황하게 칭찬할 만큼 출세한 여성"이라고 칭찬의 뜻을 나타내고 있다. 플루타르코스가 말하는 바에 따르면, 아스파시아는 너무 유명해, 페르시아 왕 아르타크세르크세스 2세와 전쟁한 키루스조차도, 자신의 애인 중 하나이자 원래는 미루트라고 불리던 여성에게 아스파시아라는 이름을 줬다고 한다. 이 여성은 키루스 왕자가 전투에서 승리했을 때에 사로 잡혀 국왕에게 연행된 후 국왕에게 큰 영향을 준 인물이다. 루키아노스는 아스파시아를 "현자의 거울", "훌륭한 올림피아인 중에서도 특히 뛰어난 인물"이라며, "그녀의 정치 지식과 통찰력, 그녀의 날카 롭고 빈틈 없는 모습과 선견지명"에 찬사를 보내고 있다. 고대 시리아어의 어떤 문헌에는 아스파시아가 연설 원고를 작성하고 있는 사람에게 법정에서 그것을 읽도록 지시했다고 하며, 아스파시아의 수사학의 명성을 입증하는 증거가 있다. 아스파시아는 10세기에 비잔티움 제국에서 쓰인 수다라는 백과 사전에서 "어휘력이 뛰어난" 소피스트로 수사학을 가르쳤다고 쓰여 있다.
이상과 같은 평가를 받고, 펜실베이니아 주립 대학교 교수 셰릴 글렌이 주장하는 것에는 분명히 아스파시아는 고대 그리스에서 그 존재를 공개적으로 인정 받은 유일한 여성이며, 페리클레스의 연설 작성에도 종사하고 있던 것은 틀림 없는 듯하다. 아스파시아는 양가의 젊은 여성을 위한 아카데미를 열고 문답법을 짜기까지 했다고 생각하는 학자도 있다. 그러나 노스웨스턴 대학 고전 교수 로버트 W. 워렌스는 "아스파시아가 페리클레스를 연설 방식을 가르치고, 거기다 웅변가나 철학자로부터 지지 받고 있었다는 등의 농담을 사실로 인정할 수 없다"고 역설하고 있다. 그의 말로는 플라톤이 아스파시아에게 지적 역할을 준 것은 고대 그리스 희극을 참고로 했기 때문이라고 한다. 케이건은 아스파시아를 "아름답고 자립하고 재치있는 젊은 여성, 그리스에서 가장 뛰어난 사람들과 대화도 뒤지지 않고, 어떤 문제도 남편과 논의하고 해명할 수 있던 여성"이라고 표현하고 있다. 고전학자이자 켄트 대학 사회 인류학과 교수 로저 저스트의 생각에 따르면, 아스파시아는 예외적인 인물이지만, 아스파시아의 예를 보기만 해도 남성 수준의 지성과 사회적 지위를 손에 넣은 여자가 헤타이라가 될 수밖에 없었단 사실을 소리 높여 강조하기 위해 충분하다. 철학자로서 신학교에서 교수를 맡고 있는 수녀 프루든스 알렌의 말에 따르면, 아스파시아는 사포의 시에서 뜨며, 여성들이 철학자가 될 가능성을 한 발 앞으로 당겼다고 한다.

## 역사적 정보의 확증
네덜란드의 역사가 조나 렌더링의 지적에 있는 대로, 아스파시아 대해 알려져 있다고 여겨지는 대부분은 어디까지나 가설에 불과하다는 큰 문제점은 여전히 남아 있다. 고대 그리스 역사가 투키디데스의 책에는 아스파시아에 관한 진술은 없고, 문학가와 철학자 등 역사 고증에 전혀 주의를 기울이지 않는 사람들이 기록한 신빙성이 낮은 표현이나 추측을 단서로 할 수 밖에 없는 것이 현실이다. 따라서 아스파시아는 테아노 같은 양처였다는 설명도 있고 타루게리아 같은 기생이며 창녀였다는 설명도 있는 등, 아스파시아의 인물상에 어느 정도 모순된 설명도 볼 수 있다. 이러한 이유로 학자 사이에서 아스파시아의 생애에 관한 정보의 역사적 확실성이 의문시되고 있다.
"현재는 아스파시아에 관한 역사적 사실은 대부분이 확정되지 않으며 확정할 방법이 없다"고 월러스는 말하고 있다. 이 때문에 아이오와 주립 대학 고전학 교수 마데렌 M. 헨리도 "고대부터 전해져 온 아스파시아의 생애는 각색이나 오류가 포함되어 심하게 막무가내이기에 거의 완벽한 검증은 불가능하며, 20세기에 와서도 그 구전은 변화하고 있다"고 견해를 주장하고 있으며, 궁극적으로는 "'아스파시아의' 평생을 아주 작은 가능성에 걸고 추적할 수 밖에 없다"는 결론을 냈다. 찰스 W. 포르나라와 고전 역사학 교수 로렌 J. 사몬즈는 "우리가 아는 한, 아스파시아의 진짜 모습은 전설에 의해 만들어진 그녀의 인간상 이상의 모습인지도 모른다"라고 말했다.

## 참고 문헌
- Atherton, Gertrude (2004). 《The Immortal Marriage》. Kessinger Publishing. ISBN 1-4179-1559-5.
- Becq de Fouquières, Louis (1872). 《Aspasie de Milet (in French)》. Didier.
- Cecilia, Cozzi (2014). 《Aspasia, storia di una donna  (in Italian)》. David and Matthaus. ISBN 978-88-98899-01-2.
- Dover, K.J. (1988). 〈The Freedom of the Intellectual in Greek Society〉. 《Greeks and Their Legacy》. New York: Blackwell.
- Hamerling, Louis (1893). 《Aspasia: a Romance of Art and Love in Ancient Hellas》. Geo. Gottsberger Peck.
- Savage Landor, Walter (2004). 《Pericles And Aspasia》. Kessinger Publishing. ISBN 0-7661-8958-9.